# Piedratajada
Piedratajada (aragónul Piedratallada vagy Pietallada) település Spanyolországban,  Zaragoza tartományban. Piedratajada Luna, Valpalmas, Puendeluna, Loscorrales, Alcalá de Gurrea és Marracos községekkel határos. Lakosainak száma 97 fő (2024).

## Népesség
A település népessége az utóbbi években az alábbiak szerint változott:
| Lakosok száma | 144  | 168  | 167  | 152  | 130  | 113  | 110  | 95   | 91   | 97   |
|               | 2001 | 2004 | 2007 | 2009 | 2012 | 2014 | 2017 | 2019 | 2022 | 2024 |